# Monastero di Santa Maria Assunta (Vigevano)
La chiesa e il monastero di Santa Maria Assunta erano degli edifici religiosi di Vigevano, demoliti agli inizi del XIX secolo.

## Storia
Nel 1445, in contemporanea all'ampliamento della chiesa di San Pietro Martire, con la costruzione dell'annesso convento, voluto dai frati domenicani, si formava la confraternita delle Terziarie di San Domenico. Tra le monache vi erano anche alcune figlie di famiglie nobili vigevanesi, tra cui Benvenuta Bussi, che donò abitazioni e mobili per la formazione della comunità. Beatrice D'Avalos, nipote di Ferdinando II di Napoli e seconda moglie di Gian Giacomo Trivulzio, donò alla confraternita una casa in vicolo Anselmi che, dato il numero crescente delle religiose, presto venne venduta e sostituita da un'altra nel rione di Pietralata, che consentiva anche eventuali ampliamenti e la coltivazione di orti.
Nel 1524 Stefano Tocco, padre di tre monache, donò al convento una delle case vicine, così che questo venisse ampliato. Mancava tuttavia una chiesa annessa e per assistere alle sacre funzioni le religiose erano costrette ad uscire dal monastero, mentre per le preghiere quotidiane era stata adibita una stanza. Questi spostamenti furono causa di episodi alquanto curiosi: per esempio, durante la rivolta dei vigevanesi contro spagnoli e napoletani, che presero d'assedio il borgo per oltre due mesi, alcuni di loro assaltarono il convento; tuttavia, scardinata la porta, si videro comparire davanti ai loro occhi una processione di religiose, con numerosi ceri accesi, preceduta dal crocifisso. Questa visione fece impaurire gli assalitori che si diedero alla fuga urlando: "Queste monache sono sante! queste monache sono sante!".
Successivamente, le monache mandarono una loro rappresentanza presso Francesco II Sforza per chiedere qualche sussidio, data la loro povertà. Il duca disse loro di chiedere quanto loro avrebbero voluto, volendo aiutarle. Temendo di chiedere troppo, ottennero una dilazione di tempo che permise loro di pensarci, rivolgendosi a Dio perché suggerisse loro quanto dovevano chiedere; ma, tra il timore di chiedere troppo e l'incertezza di chiedere poco, fecero passare alcuni giorni, tempo in cui il duca morì, lasciando le monache questuanti senza contributo e nell'assillante necessità di provvedere da sé al loro sostentamento con lavoro e ammaestramento delle educande.
Nel 1546, ottennero invece dal presidente del senato di Milano l'esenzione dalla tassa sul sale, sull'olio, sul sapone ed altre cose, come si usava per altri monasteri. Tuttavia non bastò: ricorsero al pontefice Pio IV e ottennero la concessione di un'indulgenza plenaria ai fedeli che si sarebbero recati nel sabato santo e nel giorno di Pasqua nel loro oratorio che, in assenza di una chiesa, avevano addobbato in una stanza e, non avendo un campanile, ottennero il permesso dal comune di suonare le campane della torre per le ore di adorazione. Richiamati dall'indulgenza papale, i fedeli della città e dei paesi vicini accorsero numerosi lasciando abbondanti elemosine, con le quali, assieme ai 200 scudi offerti dal comune, le religiose desideravano costruire una chiesa. Tuttavia, nel 1565, le carestie, le epidemie e gli altri disastri dalla guerra impedirono di attuare il disegno, già pronto. Fu così che i 200 scudi furono usati per il loro sostentamento.
Furono in seguito ricevute da Giovanni d'Austria. Le monache offrirono omaggi di dolci, fiori ed insalate, molto graditi, ricevendo 8 scudi in elemosina. Successivamente fecero visita anche a don Cesare Gonzaga, cognato di san Carlo Borromeo, e ad altri signori, ricevendo molte elemosine.
Con altri 225 scudi avuti da un ignoto benefattore, finalmente nel 1574 le monache diedero inizio alla costruzione della chiesa. Tuttavia, per portarla a termine, oltre alle offerte minori dei cittadini, ottennero dal comune che le multe inflitte ai cittadini disonesti sarebbero state a loro donate. In tal modo l'anno successivo si celebrò la consacrazione; tuttavia, l'edificio presto rischiò di crollare, motivo per cui Agnese Riberia decise di farne costruire un altro a proprie spese.
Nel 1578 san Carlo, trovandosi in Vigevano in visita pastorale, visitò la chiesa e il monastero. Della visita si tramanda un evento: appena entrato, nonostante il tempo sereno, chiese alle religiose di ritirare le paste messe al sole ad asciugare perché sarebbe piovuto a breve. Ritirate le paste, infatti, iniziò a piovere a dirotto, destando stupore nelle pie donne per la profezia.
Ottenuto l'ordine della clausura, fecero ricorso a Filippo III di Spagna che donò 2000 scudi per la costruzione del chiostro, lasciando un vasto appezzamento di terreno che adibirono a orto e in cui costruirono il locale della lavanderia. Occorreva però acqua corrente e la ottennero gratuitamente dai Padri di Santa Maria delle Grazie di Milano, proprietari, oltre che del naviglio, anche della Roggia Vecchia.
Dopo che Gabriele Riberia Castiglia, fratello di una delle monache, donò 2000 scudi, la sorella Agnese Riberia, moglie di Michele Lanzi, arredò riccamente la nuova chiesa da lei fatta erigere. Gian Battista Crespi dipinse la pala dell'altare maggiore rappresentante l'Assunta tra gli apostoli. Altri dipinti sono di pittore ignoto. Sempre Agnese Riberia fece costruire il secondo chiostro, abbellito con pregiati affreschi, e desiderò che alla sua morte il suo corpo venisse deposto nel sepolcro da essa fatto preparare, davanti all'altare maggiore. A lei verrà poi dedicato un orfanotrofio femminile, erede universale dei suoi beni.
Dopo altre vicende avvenute negli anni '40 del 1600, tra le quali la visita dell'infante Maria Apollonia di Savoia, figlia di Carlo Emanuele I, il monastero fu nuovamente ingrandito e alla sua chiesa accorrevano molti fedeli, richiamati dalle grazie divine e dai miracoli elargiti dall'immagine della Madonna del Rosario.
Dalla sua fondazione al 1757, ben 204 monache chiusero la vita in questo convento, che venne soppresso nel 1805, quando venne venduto, chiesa compresa, per undicimila lire. Buona parte degli edifici vennero distrutti e nell'ex chiesa nel 1810 sorse il teatro Galimberti, poi Colli Tibaldi, successivamente diventato sala cinematografica. I locali del chiostro ospitarono invece un orfanotrofio e poi la sede dell'Archivio storico vigevanese.